# Melakarta
Melakarta är en uppsättning ragas. Melakarta ragas är de grundläggande ragas från vilka alla andra ragas kan genereras från.
Melakarta består av de sju tonerna i oktaven. Det finns 72 melakarta ragas.